# Leith Stevens
Leith Stevens (Mount Moriah, 13 settembre 1909 – 23 luglio 1970) è stato un compositore, musicista e direttore d'orchestra statunitense.
Nato nel Missouri, dopo essersi fatto conoscere come bambino prodigio (fu accompagnatore del contralto Ernestine Schumann-Heink) fece da arrangiatore per la CBS, per diventare poi un prolifico compositore di colonne sonore.
Durante la Seconda guerra mondiale, fu il direttore radio per la Zona Sud-Ovest dell'Oceano Pacifico con l'Ufficio Informazioni di guerra. Morì all'età di 60 anni a causa di un infarto miocardico dopo aver appreso che sua moglie era morta in un incidente d'auto.

## Filmografia parziale

### Cinema
- Erano tutti miei figli (All My Sons), regia di Irving Reis (1948)
- Ladri in guanti gialli (Larceny), regia di George Sherman (1948)
- Non abbandonarmi (Not Wanted), regia di Elmer Clifton e Ida Lupino (1949)
- Uomini sulla Luna (Destination Moon), regia di Irving Pichel (1950)
- The Sun Sets at Dawn, regia di Paul Sloane (1950)
- No Questions Asked, regia di Harold F. Kress (1951)
- Quando i mondi si scontrano (When Worlds Collide), regia di Rudolph Maté (1951)
- La città atomica (The Atomic City), regia di Jerry Hopper (1952)
- Tempesta sul Tibet (Storm Over Tibet), regia di Andrew Marton (1952)
- La jena di Oakland (Beware, My Lovely), regia di Harry Horner (1952)
- Otto uomini di ferro (Eight Iron Men), regia di Edward Dmytryk (1952)
- Seduzione mortale (Angel Face), regia di Otto Preminger (1953)
- Il muro di vetro (The Glass Wall), regia di Maxwell Shane (1953)
- La belva dell'autostrada (The Hitch-Hiker), regia di Ida Lupino (1953)
- La guerra dei mondi (The War of the Worlds), regia di Byron Haskin (1953)
- La grande nebbia (The Bigamist), regia di Ida Lupino (1953)
- Il selvaggio (The Wild One), regia di László Benedek (1953)
- Dollari che scottano (Private Hell 36), regia di Don Siegel (1954)
- I sanguinari (Crashout), regia di Lewis R. Foster (1955)
- Il tesoro di Pancho Villa (The Treasure of Pancho Villa), regia di George Sherman (1955)
- L'ora scarlatta (The Scarlet Hour), regia di Michael Curtiz (1956)
- Mondo senza fine (World Without End), regia di Edward Bernds (1956)
- Salva la tua vita! (Julie), regia di Andrew L. Stone (1956)
- La giungla della settima strada (The Garment Jungle), regia di Vincent Sherman e Robert Aldrich (1957)
- La donna delle tenebre (Lizzie), regia di Hugo Haas (1957)
- La cavalcata della vendetta (Ride Out for Revenge), regia di Bernard Girard (1957)
- Eighteen and Anxious, regia di Joe Parker (1957)
- La ribelle (The Green-Eyed Blonde), regia di Bernard Girard (1957)
- Agguato nei Caraibi (The Gun Runners), regia di Don Siegel (1958)
- Ma non per me (But Not for Me), regia di Walter Lang (1959)
- All'inferno per l'eternità (Hell to Eternity), regia di Phil Karlson (1960)
- Il pianeta fantasma (The Phantom Planet), regia di William Marshall (1961)
- La pelle che scotta (The Interns), regia di David Swift (1962)
- Il mio amore con Samantha (A New Kind of Love), regia di Melville Shavelson (1963)
- La valle dell'orso (The Night of the Grizzly), regia di Joseph Pevney (1966)
- Vivere da vigliacchi, morire da eroi (Chuka), regia di Gordon Douglas (1967)

### Televisione
- Ai confini della realtà (The Twilight Zone) – serie TV, 1 episodio (1959)
- Ispettore Dante (Dante) – serie TV, 25 episodi (1960-1961)
- Michael Shayne – serie TV, 24 episodi (1960-1961)
- Gunsmoke – serie TV, 5 episodi (1960-1962)
- Gli intoccabili (The Untouchables) – serie TV, 2 episodi (1962)
- Mr. Novak – serie TV, 17 episodi (1963-1965)
- La legge di Burke (Burke's Law) – serie TV, 17 episodi (1965-1966)
- Daniel Boone – serie TV, 6 episodi (1965-1968)
- Viaggio in fondo al mare (Voyage to the Bottom of the Sea) – serie TV, 9 episodi (1965-1968)
- Custer – serie TV, 4 episodi (1967)
- Al banco della difesa (Judd for the Defense) – serie TV, 5 episodi (1968-1969)
- La terra dei giganti (Land of the Giants) – serie TV, 6 episodi (1968-1969)
- Lancer – serie TV, 6 episodi (1968-1969)